# Iso Pihlajasaari
Iso Pihlajasaari är en ö i Finland. Den ligger i sjön Vahvajärvi och i kommunen Hirvensalmi i den ekonomiska regionen  S:t Michel och landskapet Södra Savolax, i den södra delen av landet, 190 km nordost om huvudstaden Helsingfors. Öns area är 73,7 hektar och dess största längd är 2,3 kilometer i nord-sydlig riktning.